# Dimension Zero
Dimension Zero – szwedzki zespół pochodzący z Göteborga grający melodic death metal. Założony został w 1996 roku. Z początku był to side-project gitarzystów In Flames Jespera Strömblada i Glenna Ljungströma. Dopiero później dołączyła reszta tworząc zespół.

## Muzycy
Obecny skład zespołu
- Jesper Strömblad - gitara, gitara basowa (1995-1998, 2000-2008, od 2014)
- Hans Nilsson - perkusja (1996-1998, 2000-2008, od 2014)
- Andy Solveström - śpiew (od 2016)

Byli członkowie zespołu
- Glenn Ljungström - gitara (1995-1998, 2000-2003, 2005)
- Fredrik Johansson - gitara (1996-1998)
- Jocke Göthberg - śpiew (1996-1998, 2000-2008, 2014-2016)
- Daniel Antonsson - gitara (2002-2008, 2014-2016)

## Dyskografia
- Screams from the Forest (1995) - Demo
- Penetrations From The Lost World (1997) - EP
- Silent Night Fever (2002)
- This Is Hell (2003)
- Penetrations From The Lost World (2004)
- He Who Shall Not Bleed (2007)